# Boubacar Hama Beïdi
Boubacar Hama Beïdi (* 1951 in Birni N’Gaouré; auch Buubacar Hamma Beedi, Buubakar Hamma Beedi) ist ein nigrischer Pädagoge, Autor und Politiker.

## Leben
Boubacar Hama Beïdi gehört der ethnischen Gruppe der Fulbe an. Er ist der Sohn eines hohen Würdenträgers im Hofstaat des traditionellen Herrschers von Birni N’Gaouré.
Hama Beïdi besuchte das Lycée national in der Hauptstadt Niamey, das er 1967 mit dem Baccalauréat abschloss. Er widmete den Großteil seines Erwerbslebens dem Grundschulwesen. Er arbeitete als Lehrer, Schuldirektor und Schulinspektor, außerdem unterrichtete er in der Lehrerausbildung. Von 1989 bis 1991 war er für die damalige Einheitspartei Nationale Bewegung der Entwicklungsgesellschaft (MNSD-Nassara) Abgeordneter in der Nationalversammlung Nigers. Boubacar Hama Beïdi widmete sich in mehreren Schriften auf Französisch und Fulfulde der Kultur der Fulbe seiner Heimatregion Dallol Bosso.

## Schriften
- La sagesse pratique. Proverbes en fulfulde transcrits, traduits, et expliqués. Publi Service, Niamey 1991.
- Les Peuls du Dallol Bosso. Coutumes et mode de vie. Sépia, Saint-Maur 1993, ISBN 2-907888-21-8.
- Puri fulbe. Maximes numériques peul. Albasa, Niamey 2003, ISBN 978-99919-0-047-6.
- Taariki Fulbe Dallol. Histoire des Peuls du Dallol. Albasa, Niamey 2003.
- Contes et légendes peuls du Dallol Bosso. Nouvelle Imprimerie du Niger, Niamey 2004.
- Jibie filaaji jalliniidi. Enigmes et récits amusants. Albasa, Niamey 2004.
- Durngol nder leydi dallol. Gashingo, Niamey 2007.
- La chefferie traditionnelle au Niger. Ministère de l’Education nationale, Niamey 2008, ISBN 978-99919-43-70-1.
- Koowgal wodaabe. Le mariage chez les Wodaabe. Albasa, Niamey 2008.
- Debbo pullo. La femme peul. Gashingo, Niamey 2009.
- La gouvernance locale au Niger. Mythes et realités. Gashingo, Niamey 2009.
- Banndi fulbe. Proverbes et devinettes peuls. Gashingo, Niamey 2014.
- Le code moral peul. Gashingo, Niamey 2014, ISBN 978-2-919607-00-6.
- Les traces de ma mémoire. Souvenirs d’un instituteur nigérien. Mit einem Vorwort von Jean-Dominique Pénel. L’Harmattan, Paris 2014, ISBN 978-2-343-04199-5.
- Le bruissement des souvenirs. Récit d’un instituteur nigérien. Mit einem Vorwort von Jean-Dominique Pénel. L’Harmattan, Paris 2017, ISBN 978-2-343-10291-7.